# Kullkyrkan

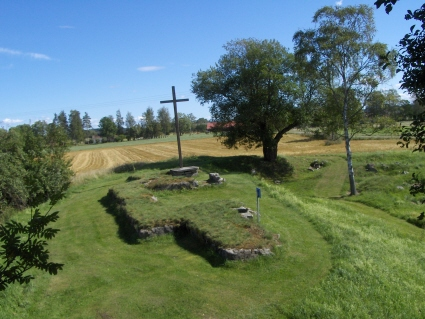
Kullkyrkan 2007

Kullkyrkan är en ruin efter en medeltida, cirka 19 meter lång gårdskyrka belägen i Hulinge by i Mosjö socken söder om Örebro. Resterna av murarna daterades till 1100-talet vid en arkeologisk utgrävning 1963. Kyrkan saknar kända medeltida skriftliga belägg. Den existerade till exempel inte som kyrka vid den av påven påbjudna s.k. sexårsgärden 1314 varför den troligen inte använts efter detta år.
Namnet Kullkyrkan, (Kullkiörka), som finns med på en karta från 1702 över byn Hulinge, är en senare folklig benämning. Kyrkans ursprungliga namn är okänt.
I modern tid har både friluftsgudstjänster och vigslar arrangerats vid kyrkoruinen. Området vårdas av Länsstyrelsen och är klassat som fast fornlämning av Riksantikvarieämbetet, och är därmed skyddat av kulturmiljölagen.

## Historik

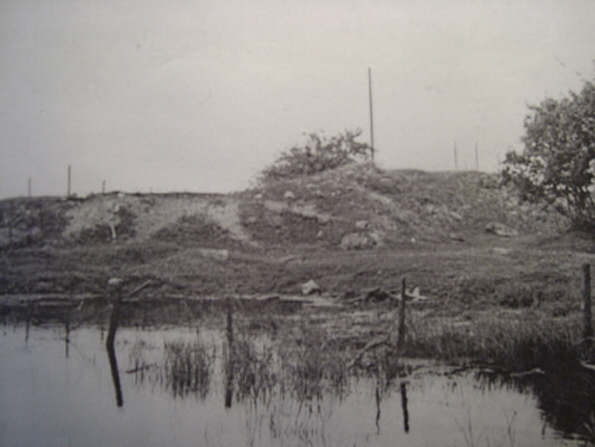
Kullkyrkan före utgrävningen 1963

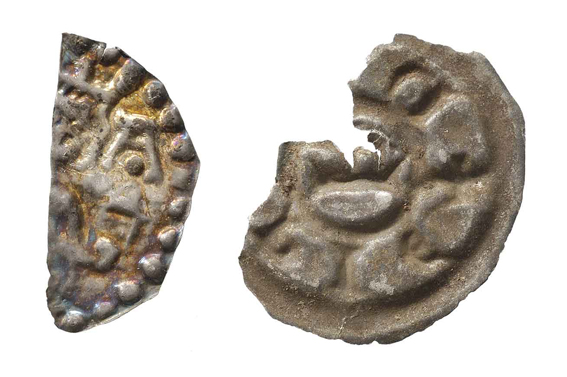
Mynt funna vid Kullkyrkan. T.v. Knut Eriksson (1167–1196). T.h. Knut Långe (1229–1234).

Kullkyrkan undersöktes av Carl Wikander 1772. Han fann "lemning af ett stenhus, som säges hafwa warit en kyrka" som var 31 alnar lång och 20 alnar bred. Nils Persson i Hulinge omtalade för Wikander att han vid grushämting funnit människoben och en skalle där håret ännu satt fast. Wikander konstaterade då att kyrkan även har haft en begravningsplats. Det berättades även för Wikander att gamla mynt hittats vid Kullkyrkan. Flera vittnesmål om fynd av kistor och människoben finns. 1797 fann en gammal gumma en träkista med "ett benrangel inbäddadt i hö". 1837 hade Lars Persson i Hulinge vid grushämtning hittat en täljstenskista med "benrangel efter tvenne personer".
När laga skifte genomfördes 1847 blev ruinkullen "hopamark" d.v.s samfälld mark för Hulinge och Sörby.
På 1860-talet hade Föreningen för Nerikes folkspråk och fornminnen uppmärksammat Kullkyrkan. Föreningen bad landstingsmannen Per Nilsson i Råby, som närmaste granne till Kullkyrkan, att undersöka ruinen. Han fann att "af grundmurarne voro endast ena långsidan oförminskad, men både i öster och vester voro gaflarnes murar stympade av grushemtare". Stenar hade bortförts och använts till flera byggnader och källarvalv i närheten, däribland kyrkoherdestället, vars hela grund var lagd av sten från Kullkyrkan. Föreningen uppmanade Per Nilsson "att tillse att de qvarvarande grundmurarne efter Kullkyrkan på Hulinge backe icke vid grushemtning vidare skadas, intill dess en noggrann undersökning av stället visat ehuruvida grustägt därstädes kan med sjelfva minnesmärkets bibehållande förenas".
På 1860-talet gjorde doktor Herman Hofberg en undersökning av Kullkyrkan vilket han omtalar i sin bok Nerikes Gamla Minnen från 1868. Han uppger att "varje försök att utleta byggnadens ursprungliga plan och utsträckning numera måste blifva fruktlöst".
Grustäkten vid Kullkyrkan upphörde omkring år 1910, enligt lantbrukare Erik Karlsson, Hulinge. Genom ett grusras 1917 kom skelettdelar i dagen, varför Hugo Hedberg vid Örebro Läns Museum gjorde en undersökning av platsen och skrev en rapport till riksantikvarien.
1929 skrev riksantikvarien till Pastorsämbetet i Täby församling att de skulle undersöka möjligheten att utgräva kyrkoruinen och konservera den. 1944 genomförde Bertil Waldén fotografering av Kullkyrkeområdet och skriver i sin bok Sveriges Kyrkor från 1949 om Kullkyrkan.

## Utgrävning och konservering av ruinen 1963-1964

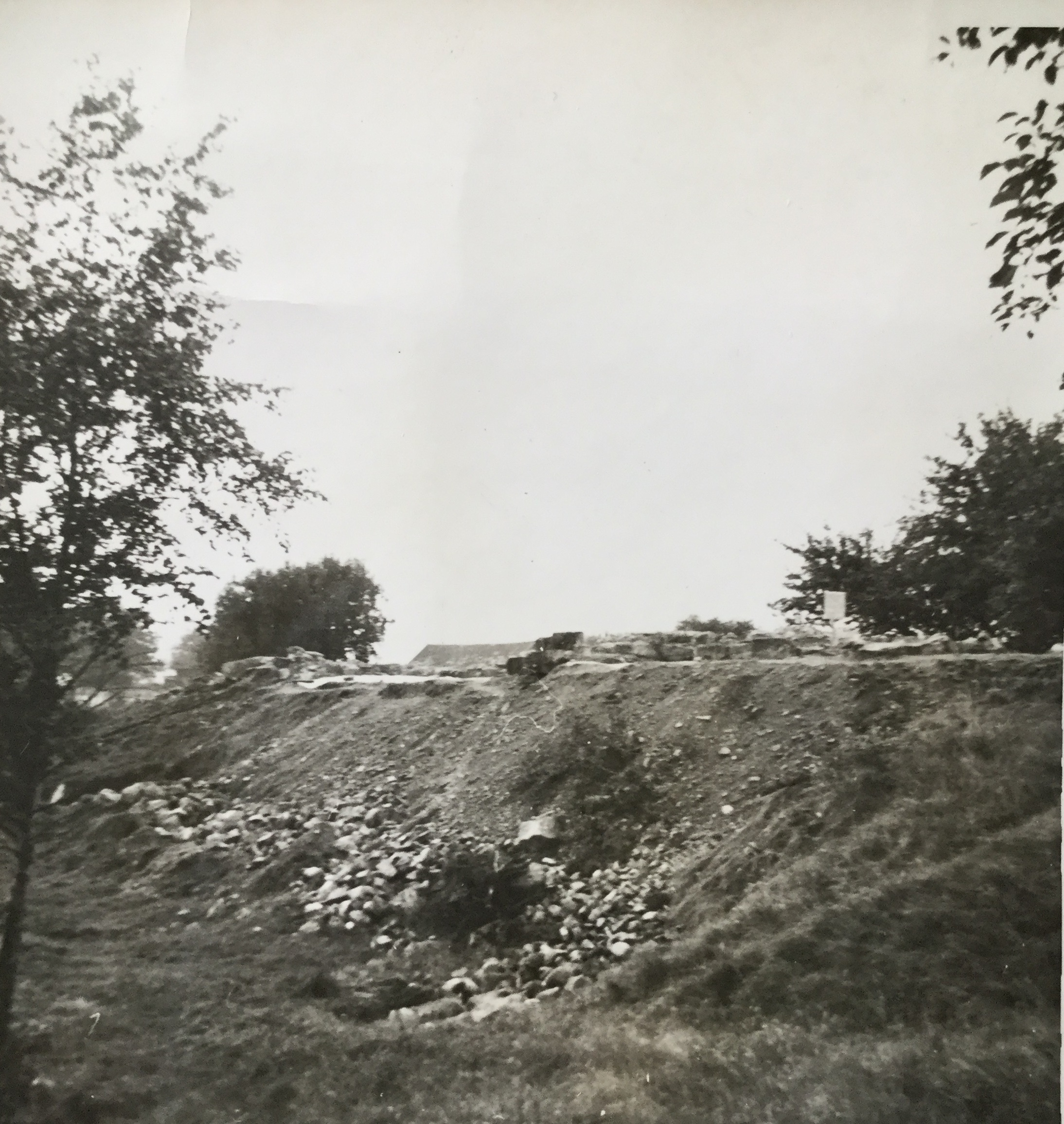
Kullkyrkan under utgrävningen 1963

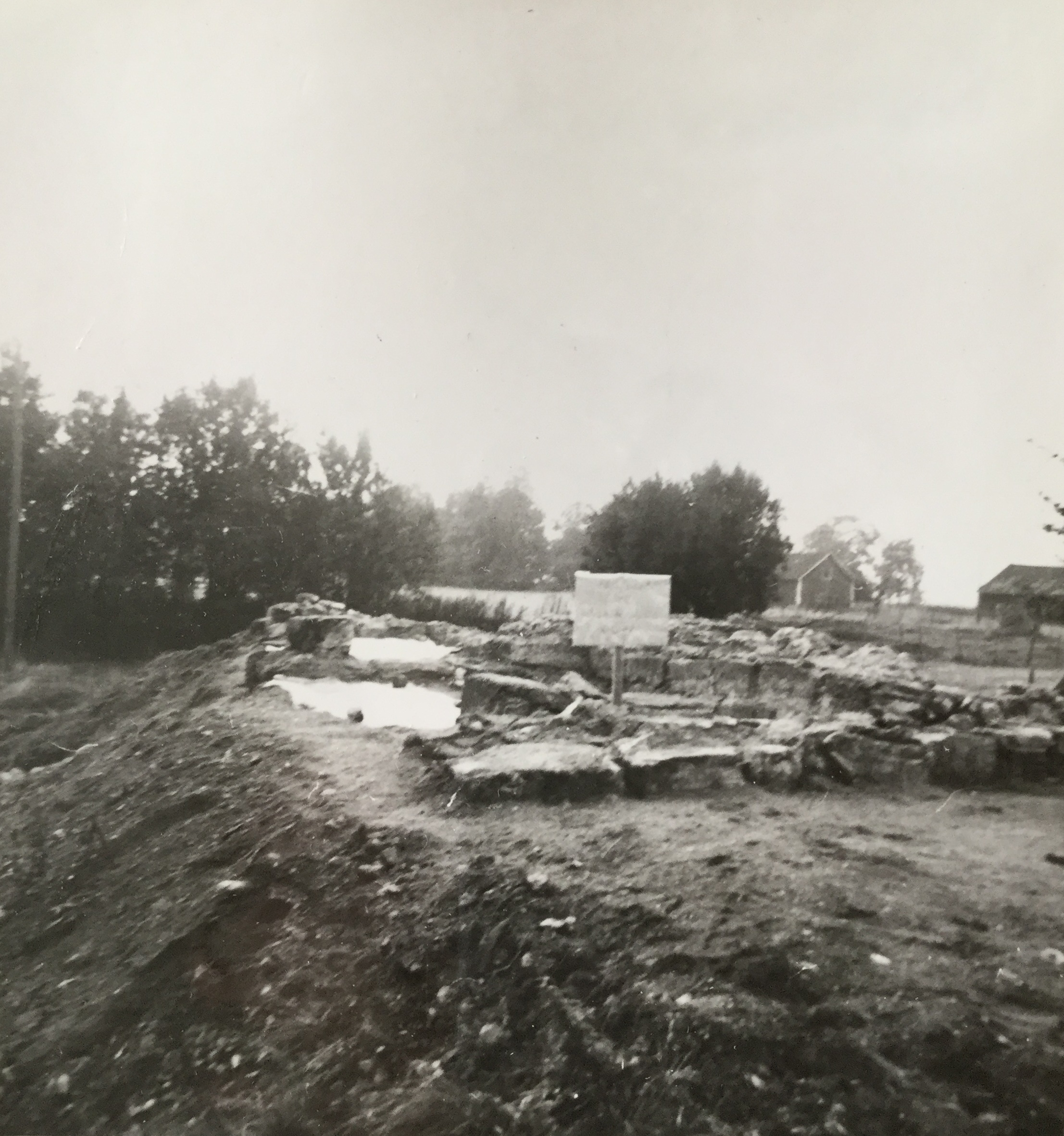
Kullkyrkan under utgrävningen 1963

1963 kom utgrävning till stånd på initiativ av Mosjös kyrkoherde Daniel Harbe och på bekostnad av Mosjö-Täbypastoratskassa. Fil. lic. Sune Zachrisson fick på uppdrag av Riksantikvarieämbetet genomföra undersökningen. Utgrävningen av ruinen påbörjades den 5 augusti och avslutades den 20 oktober 1963. Återställningsarbetet pågick under fyra veckor sommaren 1964.
Kyrkan har legat på en naturlig gruskörtel som är cirka 65×35 meter. Kullen höjer sig cirka 2 meter över angränsande åkermark i norr. I syd och väst har omfattande grustäkt skett, varför mer än hälften av kyrkans murar försvunnit. Grunden till kyrkan har lagts av kullersten i ett mycket ytligt dike. Sockelskiftet har lagts av sandsten och bildar en rak sockel med språng på cirka 15 cm. Murarna är uppförda i skalmursteknik med en kärna av kullersten samt avslag från kalk- och sandsten. Murarna är bevarade till ett à två skift. Murtjockleken är cirka 1,50 meter i långhus och torn medan korets murar är cirka 1,30 meter.
Tack vare att triumfbågeöppningen finns kvar kan kyrkans planform rekonstrueras med relativ stor säkerhet. Koret hade en inre längd av 4,12 meter och bredd av 3,40 meter. Altaret är bevarat till ett skifts höjd. Det var murat av sandstensblock och cirka 1,5 x 1 meter. Långhuset hade en inre längd av 6,60 meter och bredd av 6,92 meter. Tornet i väster hade haft en invändig längd och bredd av cirka 2,0 meter.
Kyrkans enda ingång bör ha legat i den försvunna sydmuren. Triumfbågeöppningen är cirka 1,0 meter bred och har haft raka sidor. Tornöppningen är helt borta, med bör ha varit av samma bredd som triumfbågeöppningen. I både långhus och kor påträffades rester av trägolv, sannolikt furu. Murpartierna och golvlagen har inga sekundära förändringar. Det finns inga spår av sidoaltare. Putsbruket och fogbruket uppvisar endast en kalkslamning varför kyrkan troligen aldrig genomgått någon restaurering.
Två mynt (brakteater) påträffades i golvet, ett i långhusets nordöstra del och ett i koret. De är slagna under Knut Eriksson på 1100-talets senare del och under Knut Långe 1229–1234. Myntet från Knut Långe är mycket sällsynt – det finns bara i ett till känt exemplar, upphittat i Skänninge Allhelgonakloster. Mynten förvaras i Kungliga Myntkabinettet i Stockholm.
Vid provschakt i långhus och kor fann man inga tecken på gravar inne i kyrkan. Provschakt gjordes även utanför kyrkan utan resultat, men att gravar funnits runt kyrkan är väl dokumenterat genom skelettfynd vid grushämtning.
Återställningsarbetet gjordes sommaren 1964. Murarna gavs enhetlig höjd och försågs med asfalterad cementavtäckning och torvlades. Altaret försågs med en lös kalkstenshäll. Södra slänten byggdes på med rivningsmassor som täckte ruinen och sandmaterial från branddammen som grävdes ur och gjordes djupare. Vid altaret satte man upp ett kors av furu. Kostnaden för utgrävningen uppgick till 7000 kr. Lokalbefolkningen deltog med frivilligt arbete. Brandstyrelsen bekostade branddammen med 3000 kr.

## Källor

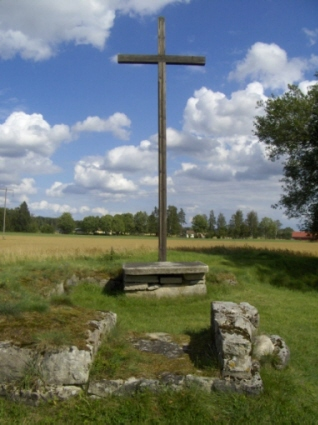
Altaret och korset Kullkyrkan 2007.

## Extern länk (tillika källa)
- Kullkyrkan på geocoaching.com
- Wikimedia Commons har media som rör Kullkyrkan.